# Enrique Thomas de Carranza
Enrique Thomas de Carranza y Luque (Madrid, 4 de maig de 1918-Madrid, 16 de març de 2005) va ser un polític i diplomàtic espanyol.

## Biografia
Va néixer en Madrid el 4 de maig de 1918, entrà en la carrera diplomàtica l'any 1946. Era germà de Manuel Thomas de Carranza.
Dictadura franquista
Durant la dictadura franquista va arribar a exercir de director de Radio Nacional de España i va ser governador civil de la província de Toledo entre 1965 i 1969. Va exercir a continuació el càrrec de director general de Cultura Popular i Espectacles (1969-1972), i director general de Relacions Culturals (1972), que va abandonar per a ser nomenat secretari general tècnic del Ministeri d'Afers Exteriors. Va ser procurador de les Corts franquistes entre 1971 i 1977. Va ser també vocal de la Hermandad Nacional de Alféreces Provisionales.
Transició
Una vegada mort el dictador, va ser president de l'Asociación Nacional para el Estudio de Problemas Actuales (ANEPA) des de 1976; era també membre de la ultradretana Fuerza Nueva; durant el seu mandat es va aguditzar la línia conservadora de l'ANEPA. Durant la Transició es va destacar juntament amb Manuel Fraga, Cruz Martínez Esteruelas, Federico Silva Muñoz, Laureano López Rodó, Gonzalo Fernández de la Mora i Licinio de la Fuente, com un dels set fundadors d'Alianza Popular, federació dretana concebuda com a aliança d'aquests líders —sobrenomenats pels periodistes com «els set magnífics»— i creada el 9 d'octubre de 1976. Thomas de Carranza, que va ser destituït com a president d'ANEPA el gener de 1977, també va ser president de la Unión Social Popular (USP), partit que s'acabaria integrant dins d'Alianza Popular. Va morir a Madrid el 16 de març de 2005.

## Reconeixements
- Encomana senzilla de l'Orde Imperial del Jou i les Fletxes (1950)[23]
- Creu del Mèrito Naval de tercera classe (amb distintiu blanc) (1959)[24]
- Gran Creu (amb distintiu blanc) de l'Orde del Mèrit Militar (1969)[25]
- Gran Creu de l'Orde del Mèrit Civil (1972)[26]